# Martin Lidberg
Johan Martin Lidberg (Estocolmo, 1 de febrero de 1973) es un deportista sueco que compitió en lucha grecorromana. Ganó dos medallas en el Campeonato Mundial de Lucha, oro en 2003 y bronce en 1998, y cuatro medallas en el Campeonato Europeo de Lucha entre los años 1998 y 2004.
Participó en tres Juegos Olímpicos de Verano, ocupando el sexto lugar en Atlanta 1996, el séptimo lugar en Sídney 2000 y el 18.º lugar en Atenas 2004.
Su hermano Jimmy también compitió en lucha.

## Palmarés internacional
| Campeonato Europeo | Campeonato Europeo  | Campeonato Europeo | Campeonato Europeo |
| Año                | Lugar               | Medalla            | Categoría          |
| ------------------ | ------------------- | ------------------ | ------------------ |
| 1998               | Gävle (Suecia)      | Medalla de bronce  | 85 kg              |
| 2003               | Créteil (Francia)   | Medalla de oro     | 96 kg              |
| Campeonato Europeo |                     |                    |                    |
| Año                | Lugar               | Medalla            | Categoría          |
| 1998               | Minsk (Bielorrusia) | Medalla de bronce  | 85 kg              |
| 1999               | Sofía (Bulgaria)    | Medalla de plata   | 85 kg              |
| 2000               | Moscú (Rusia)       | Medalla de oro     | 85 kg              |
| 2004               | Haparanda (Suecia)  | Medalla de oro     | 96 kg              |